# Спивак, Семён Яковлевич
Семён Я́ковлевич Спива́к (род. 14 июня 1950, Черновцы) — театральный режиссёр и педагог, художественный руководитель Санкт-Петербургского государственного бюджетного учреждения культуры «Санкт-Петербургский Молодёжный театр на Фонтанке». Народный артист Российской Федерации (2000), лауреат Премии Правительства РФ (2018).

## Биография
Родился в Черновцах, на Украине.
Увлёкся театром в начале 1970-х в театре-клубе «Суббота», где стал одним из самых активных участников. Поставил в этом театре версию «Ромео и Джульетта», спектакль назывался «Старая Верона». Впоследствии задействовал «субботовцев» в своих учебных работах в ЛГИТМиКе. Так, например, дебют на профессиональной сцене нынешнего худрука Театра Дождей Натальи Никитиной, в те годы также активной участницы студии «Субботы», состоялся на сцене ленинградского Ленкома в спектакле режиссёра «Три пишем, два в уме!». Стилистика, найденная в 1970-е театром «Суббота», во многих чертах была сохранёна и развита С. Спиваком в Молодёжном театре.
В 1972 окончил Ленинградский инженерно-экономический институт, в 1979 — Ленинградский институт театра, музыки и кинематографии (ныне — Российский государственный институт сценических искусств).
В 1979—1984 — режиссёр Театра им. Ленинского комсомола. В 1984 перешёл в Академический театр им. Ленсовета.
С 1986 — режиссёр Молодого театра при Ленконцерте, а в 1989 — возглавил Молодёжный театр на Фонтанке.
С мая 1991 года по май 2003 года совмещал художественное руководство Молодёжным театром на Фонтанке с работой в качестве главного режиссёра Московского государственного театра им. К. С. Станиславского. 
Семён Спивак ведёт актёрский и режиссёрский курсы в РГИСИ. Первый студенческий спектакль «спиваков» (как называют себя студенты режиссёра) «Крики из Одессы» был выпущен в 1998 году на сцене Молодёжного театра на Фонтанке, спектакль до сих пор в репертуаре театра. В 2019 году выпустил новое поколение «Спиваков», студенческий спектакль «Обыкновенные чудики» идёт на сцене с большим успехом.
Дочь — актриса Эмилия Спивак.

## Награды
- Почётное звание «Заслуженный деятель искусств Российской Федерации» (6 января 1994 года) — за заслуги в области искусства[4];
- Ежегодная премия «Люди нашего города» в номинации «Лучший режиссёр года» (1998);
- Почётное звание «Народный артист Российской Федерации» (26 июля 2000 года) — за большие заслуги в области искусства[5]
- Медаль «В память 300-летия Санкт-Петербурга» (2006);
- Лауреат премии правительства Санкт-Петербурга (2006) за выдающиеся достижения в области литературы, искусства и архитектуры (спектакль «Три сестры»)[6];
- Орден «Звезда Созидания» (2008);
- Диплом Губернатора Санкт-Петербурга на Пятнадцатой церемонии вручения премии Правительства Санкт-Петербурга в области литературы, искусства и архитектуры (2008);
- Ежегодная премия «Люди нашего города» в номинации «Лучший режиссёр» (2008);
- Знак отличия «За заслуги перед Санкт-Петербургом» (2010);
- Орден Дружбы (11 июня 2011 года) — за большие заслуги в развитии отечественной культуры и искусства, многолетнюю плодотворную деятельность[7];
- Почётная премия «За продвижение молодых талантов» в рамках III Санкт-Петербургской театральной премии для молодых «Прорыв» (2012);
- Лауреат премии правительства Санкт-Петербурга в области литературы, искусства и архитектуры «За выдающийся вклад в развитие петербургской культуры» (2013);
- Лауреат почётной премии имени Г. А. Товстоногова Высшей театральной премии Санкт-Петербурга «Золотой Софит» «За выдающийся вклад в развитие театрального искусства» (2014)[8];
- Объявлена Благодарность Губернатора Санкт-Петербурга (2015);
- Награждён Почётной грамотой Комитета по культуре Санкт-Петербурга (2015);
- В составе коллектива, работавшего над созданием спектакля «В день свадьбы», награждён Почётной грамотой губернатора Санкт-Петербурга (2017);
- Премия Правительства Российской Федерации в области культуры за 2018 год (28 января 2019 года). Премия (2 миллиона рублей) присуждена «за проект по сохранению и популяризации традиций русского психологического театра»[9];
- Орден Почёта (16 апреля 2020 года) — за большой вклад в развитие отечественной культуры и искусства, многолетнюю плодотворную деятельность[10];
- Почётный знак отличия «За заслуги перед Санкт-Петербургом» (2020)[11];
- Специальная премия «Золотая маска» в номинации «За выдающийся вклад в развитие театрального искусства» (2023)[12].